# Répartiteur de services d'urgence

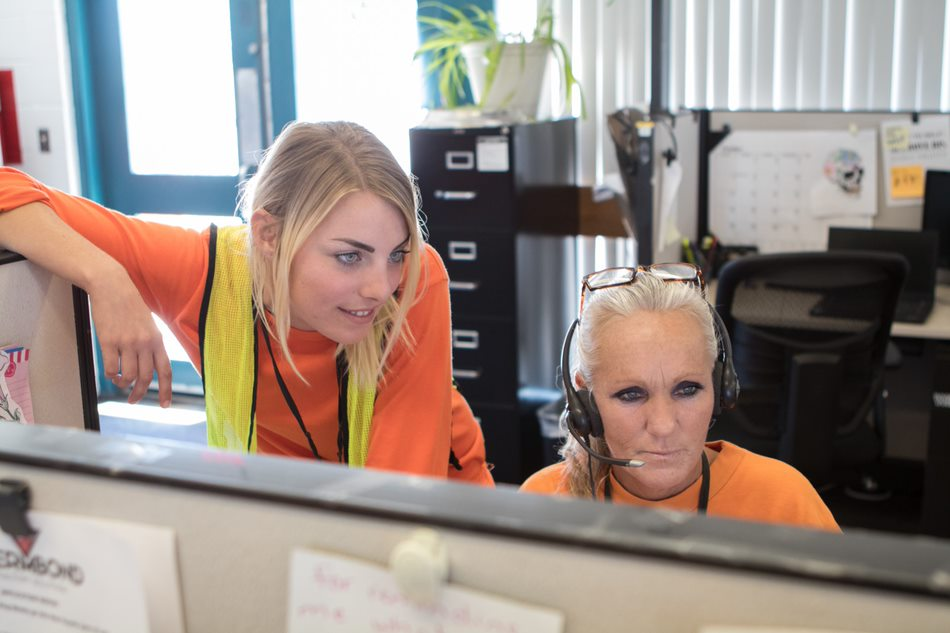
Répartitrice.

Un répartiteur de services d'urgence (anglais: dispatcher) est une personne qui s'occupe de gérer les appels relatifs aux services d'urgence d'une municipalité, comme les services d'ambulance, les services de police et les services de sécurité incendie. En Amérique du Nord, il s'agit du répondant à un appel 911. 